# .bj
bj. دامنه اینترنتی کشور بنین است.